# Die Geschichte der Pfeile
Die Geschichte der Pfeile ist ein Drama von Tankred Dorst, das am 18. März 1996 unter der Regie von Torsten Fischer mit der Musik von Manfred Trojahn in der Halle Kalk an den Bühnen der Stadt Köln uraufgeführt wurde.
In den ersten beiden Teilen dieses Triptychons steht Aufrichtigkeit gegen Heuchelei. Im letzten Teil aber werden solche diverse Charakteristika der Wahrheitsfindung prompt in Frage gestellt.

## Inhalt
Der Titel des ersten Teils weist auf die Vorlage – Jakob Bidermanns	„Philemon Martyr“ aus dem Jahr 1618, das Zimmer im Mittelteil ist der Green Room im Theater und mit dem Philosophen P. ist sicherlich Pascal gemeint.

### Philemon Martyr
Anno 303 im Arsinoë südlich von Kairo während der Christenverfolgung: Soldaten zerren in einem Sack den Schauspieler Philemon vor Arrian, den römischen Gouverneur in Ägypten. Arrian lässt den Sack öffnen und will in dem gemarterten Christen den Öl- und Fett-Großhändler Apollonius, einen Christen wie Philemon, erkennen. Als Philemon widerspricht, entschuldigt sich schließlich sein Richter Arrian. Philemon habe die Rolle des Apollonius so echt gespielt, dass er darauf hereingefallen sei. Als der Gouverneur den verwundeten Christen weiter auf solche niederträchtige Art verspottet, schimpft der Leiter einer Schauspielertruppe Philemon seinen Richter zornig einen wortreichen Lügner. Philemon wurde nämlich von Appollonius engagiert, um den Letzteren zu spielen. Der Ölgroßhändler floh derweil vor den Römern und ließ seine Frau, ebenfalls eine Christin, bei Philemon in Arsinoë zurück.
Der Schauspieler steht zu seinem christlichen Glauben und wird von Arrian zum Tod am Pfahl verurteilt. Erst der vierte Pfeil des Bogenschützen trifft. Darauf schwirrt ein Schwarm Pfeile auf den tödlich getroffenen Christen zu. Eines der Geschosse aber macht kehrt und trifft ins Auge des römischen Richters Arrian. Die Truppe des Philemon wird daraufhin aus Arsinoë verjagt. Die Schauspieler – bis auf eine Schauspielerin – trauern Philemon nicht nach, sondern wollen ihn schnellstens vergessen.

### Das grüne Zimmer
Drei Schauspieler – Herzog, Gronevoldt und Katz – sehen während ihrer Unterhaltung den Leichnam Philemons nicht, der immer noch vor ihnen liegt. Es geht den drei Herren weniger um das soeben gegebene Spiel vom Philemon Martyr. Vielmehr kommt Persönliches aus dem Alltag zur Sprache. Gronevoldt will sein Idol, den erfolgreichen, vielbewunderten Herzog beeindrucken. Gronevoldt bekommt von Herzog eine Abfuhr erteilt. Mit der Karriere wird es wohl nichts werden. Gronevoldt reagiert verärgert, verzweifelt und will seine Wut an Katz auslassen. Der alte Herzog hält den jungen Katz für schön. Der junge Katz hofft einerseits, als Schauspieler könne er sich erkennen. Andererseits sehnt er sich nach der nordafrikanischen Sandwüste – ganz ohne Freund, Feind und Publikum.
Gronevoldt findet während des endlosen Palavers über Schauspiel, Schauspieler, Autoren und Regisseure plötzlich, dass Herzog alt aussieht. Dem gealterten Mimen geht es anscheinend wirklich schlecht. Nachdem er sich wieder einigermaßen aufgerappelt hat, macht er den beiden jüngeren Kollegen weis, er habe den Schwächeanfall soeben vorgespielt. Gronevoldt kann das kaum glauben, denn er hatte Herzog einmal in der Stadt nachspioniert und dabei zufällig einen früheren Anfall ähnlicher Art bei dem berühmten Kollegen im Gewimmel der Passanten beobachtet.
Die Ansichten von Beruf und Berufung prallen aufeinander. Herzog – autoritär – meint, alles im Schauspieler-Metier sei letztendlich Lüge; bestenfalls Schein. Gronevoldt hingegen will Aufrichtigkeit. Die vermisse er bei den gestandenen Kollegen und Regisseuren in seinem Umkreis. Der redegewandte Herzog will den jungen Katz quasi als Schlichter in das Gerangel um den passenden Standpunkt einbeziehen. Katz sträubt sich. Als er von dem großsprecherischen Herzog herausgefordert wird, weist dieser Herzogs Vorwurf, er sei ein Weltverbesserer, der sich seine Verfolger konstruiere, mit dem Ausruf zurück: „Sie waren ein Nazi!“ Die Karten sind aufgedeckt. Nach dem Hin und Her steht für Katz fest, Herzog hat sich seinerzeit in SS-Kreisen bewegt. Herzog bestreitet keinen von Katzens Vorwürfen, sondern gesteht sogar freimütig noch eine homoerotische Neigung zu einem jungen SS-Mann.
Gronevoldt ritzt sich mit dem Taschenmesser in die Hände, blutet, „wirft sich auf Philemons Kleider und weint.“

### Memorial
P.s Diener findet im Rock des verstorbenen Philosophen einen vollgekritzelten Zettel und übergibt das Autograph der philosophischen Fakultät. Nach der Analyse glauben nur wenige Akademiker an die Aufzeichnung einer Erleuchtung des Dahingegangenen.

## Rezeption
- 1995: Nach Günther Erken[6] werden im Mittelteil die Paradoxien des ersten Teils im Gespräch dreier Mimen aus dem 20. Jahrhundert als „eigenständige Weitererzählung“ reflektiert. Wiederum stelle Tankred Dorst Fragen und überlasse dem Zuschauer die Antworten.

## Hörspiel
- 1996, SDR: „Ein überraschendes Zittern“. Regie: Hans Gerd Krogmann. Mit Traugott Buhre als Herzog, Ernst Konarek als Gronevoldt und Rufus Beck als Katz.

### Textausgaben
- Tankred Dorst: Die Geschichte der Pfeile. S. 125–166 in: Spectaculum 62 – Sechs moderne Theaterstücke (Inhalt: Chantal Akerman. Oliver Bukowski. Dirk Dobbrow. Tankred Dorst. Yasmina Reza. Martin Walser) Suhrkamp / Insel, Frankfurt am Main 1996. 286 Seiten, ISBN 978-3-518-40830-8.
- Die Geschichte der Pfeile. Ein Triptychon S. 303–355 in Tankred Dorst. Die Schattenlinie und andere Stücke. Mitarbeit Ursula Ehler. Werkausgabe 6 (Inhalt: Parzival. Fernando Krapp hat mir diesen Brief geschrieben. Herr Paul. Nach Jerusalem. Die Schattenlinie. Die Geschichte der Pfeile). Nachwort: Günther Erken. Suhrkamp Verlag, Frankfurt am Main 1995 (1. Aufl.), ohne ISBN, 375 Seiten (Verwendete Ausgabe).

### Sekundärliteratur
- Heinz Ludwig Arnold (Hrsg.): text + kritik Heft 145: Tankred Dorst. Richard Boorberg Verlag, München im Januar 2000, ISBN 3-88377-626-2.
- Gero von Wilpert: Lexikon der Weltliteratur. Deutsche Autoren A–Z. Stuttgart 2004, ISBN 3-520-83704-8, S. 126, linke Spalte.